# Netzwerkkamera

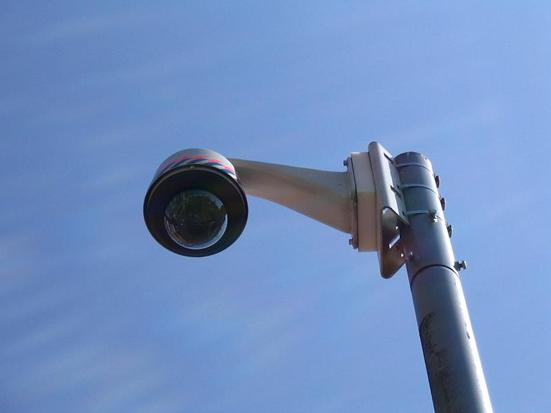
Kamera für Parkplatzüberwachung

Eine Netzwerkkamera, auch Internet Protocol Camera oder IP-Kamera genannt, ist eine Kamera für ein in sich geschlossenes Fernsehsystem (Closed Circuit Television, CCTV), die am Ausgang digitale Signale in Form eines Videostreams bereitstellt, der von einem Computernetzwerk per Internet Protocol (IP) weiterverarbeitet werden kann.
Grundsätzlich ist jede normale Webcam eine Netzwerkkamera. Im engeren Sinne ist jedoch mit einer Netzwerkkamera meist eine Überwachungskamera in einem Closed-Circuit-Television-Netzwerk gemeint. Neben digitalen gibt es auch analoge Überwachungskameras.

## Arten von Netzwerkkameras
Es lassen sich zwei Arten von Netzwerkkameras unterscheiden:
- Zentralisierte Netzwerkkameras sind an einen Netzwerkvideorekorder (NVR) angeschlossen, der die Aufzeichnung, Videoprozessierung und das Alarmmanagement übernimmt.[1]
- Dezentralisierte Netzwerkkameras enthalten neben der eigentlichen Kamera-Komponente auch einen Rechner, der die Aufgaben des NVR übernimmt und die Bilddaten an jedes verbundene Speichermedium abgeben kann.[1] Der Rechner besteht im Wesentlichen aus einer CPU, einem Flash-Speicher und einem DRAM-Speicher. Durch die Netzwerkkamera-Software wird es möglich, dass das Gerät im Netz als Webserver, FTP-Server sowie als FTP-Client und als E-Mail-Client auftritt.

## Abgrenzung gegenüber Webcams
Webcams kann man als die Vorläufer der modernen Netzwerkkameras ansehen. Eine klassische Webcam benötigt eine Verbindung zu einem Rechner. Erst von diesem Rechner können die Daten ins Netz gebracht werden. Eine Netzwerkkamera kann demgegenüber selbstständig ihre Daten an andere Stationen im Netz weitergeben. Eine Webcam kann nicht von anderen Stationen her angesprochen werden, sondern immer nur von dem PC, an den sie angeschlossen ist. Eine Netzwerkkamera dagegen kann aus der Ferne alle möglichen Anweisungen bekommen und bei Bedarf auch aus der Ferne mit neuer Software versorgt werden. Webcams sind einfache Geräte, die vor allem für die Kommunikation unter Internet-Nutzern eingesetzt werden. Netzwerkkameras bieten demgegenüber bei den Funktionen eine größere Vielfalt. Zum Beispiel werden sie häufig mit Bewegungsmeldern und Nachtobjektiven ausgestattet.

## Geschichte
Die erste zentralisierte Netzwerkkamera wurde von Axis Communications 1996 unter dem Namen Axis Neteye 200 auf den Markt gebracht. In den Anfängen wurden noch individuelle Webserver für den Betrieb der Kameras verwendet, ab 1999 verwendete das Unternehmen allerdings Linux als Betriebssystem. 1999 stellte Mobotix die erste dezentralisierte IP-Kamera vor, die ebenfalls Linux als Betriebssystem enthielt und selbstständig die Videoprozessierung und -aufnahme, sowie Alarmfunktionen übernehmen konnte. 2005 kam schließlich die erste Kamera mit Videoanalyse auf den Markt. Die Videoanalyse (Video Content Analytics) war in der Lage, bestimmte Ereignisse festzustellen (Diebstahl von vorher festgelegten Gegenständen, Bewegung innerhalb definierter Grenzen) und entsprechend Alarm auszulösen.

## Vorteile gegenüber analogen Videokameras
Netzwerkkameras bieten gegenüber analogen Videokameras deutliche Vorzüge, sodass sie sich mittlerweile gut etabliert haben:
- Die Daten liegen bereits in digitaler Form vor, sodass sie in nicht anwendungsneutralen IP-Netzstrukturen verwaltet, versandt und archiviert werden können. Somit können sich Bedienplätze, mit denen Livebilder bzw. Aufzeichnungen von vielen Kameras bearbeitet und verwaltet werden, an entfernten Orten befinden. Während analoge Kameras üblicherweise über eine feste Verkabelung mit der zugehörigen Zentraltechnik sowie Monitoren verbunden sind, benötigt eine Netzwerkkamera eine Anbindung an ein IP-Netz, damit ihre Daten von allen autorisierten Netzwerk-Teilnehmern betrachtet werden können. Der Zugriff auf das Bildmaterial ist dabei nicht an ein spezifisches Gerät gebunden (wie ein Überwachungsmonitor bei analogen Geräten), sondern kann beispielsweise auch mit Notebooks oder Smartphones erfolgen.[5] Auch die Archivierung auf Netzwerkrekordern funktioniert über ein IP-Netz. Ein Teil dieses IP-Netzes kann auch das Internet sein.
- IP-Kameras können kabellos mit dem Netzwerk verbunden werden und dadurch beliebig innerhalb der Netzwerkreichweite aufgestellt werden.
- Während eine analoge Videokamera eine örtliche Stromversorgung benötigt, kann eine Netzwerkkamera den Strom mittels Power over Ethernet beziehen. Jedoch muss das Netz hierfür geeignet und ausgestattet sein.
- Die Bilder lassen sich für viele Leute unkompliziert bereitstellen.

Der entscheidende Nachteil gegenüber analogen Aufnahmegeräten bestand in der Vergangenheit darin, dass diese Kameras zu jeder Zeit ein uneingeschränktes Livebild in PAL-Qualität lieferten. Wenn eine Netzwerkkamera Bilder in vergleichbarer Qualität liefern sollte, musste sie bei einer 4CIF-Auflösung (DVD-Qualität) 25 Vollbilder je Sekunde generieren und im Netz übertragen. Im seinerzeit weit verbreiteten MPEG-2-Verfahren kamen dabei bis zu 8 MBit/Sekunde zusammen. Bestand die Videoüberwachungsanlage aus mehreren Kameras, mussten, bedingt durch die Bandbreite des Netzwerks, Einschränkungen bei Auflösung, Komprimierung oder Bildrate in Kauf genommen werden. So entstanden mitunter entweder unscharfe, grobe Bilder oder ruckelnde Bewegungsabläufe. Seitdem sich das H.264-Verfahren etabliert und immer leistungsfähigere Netzwerke entstehen, können die Daten von Kameras mit konventionellen Auflösungen üblicherweise ohne Probleme verarbeitet werden.

## Aufbau und Funktionsweise
Netzwerkkameras arbeiten genau wie analoge Kameras mit analogen CCD- oder CMOS-Sensoren. Ebenfalls werden die Bilder im DSP (Digitaler Signalprozessor) wie bei analogen Kameras nachbearbeitet (Spitzlichtaustastung, Gegenlichtfunktion usw.). Mit dem eingebauten Rechner werden die Bilder dann aber digitalisiert und komprimiert. Netzwerkkameras verfügen zum Teil über digitale Ein- und Ausgangskontakte. Die Eingänge können an alarmgebende Sensoren angeschlossen sein. Auf einen Alarm kann die Kamera auf unterschiedliche Arten reagieren. So kann ein Versand von Bildern, E-Mail oder SMS ausgelöst werden. Mit den Ausgängen können Schaltungen wie z. B.: Beleuchtung oder Gefahrenmeldeanlage vorgenommen werden. Netzwerkkameras verfügen oft über Bildspeicher mit Ringspeicherfunktion, mit deren Hilfe Bilder versandt werden können, die vor der Auslösung des Alarms aufgenommen wurden.
Wenn eine Netzwerkkamera z. B. Bilder auf eine 20-GB-Festplatte im Netz abspeichert, lassen sich bei guter Komprimierung je nach Bildrate und Auflösung z. B. die kontinuierlich aufgenommenen Bilder eines ganzen Monats speichern. Allerdings ist es nicht unbedingt nötig, dass permanent aufgezeichnet wird. Man kann die Aufzeichnung auch zeitgesteuert oder ereignisgesteuert (externe Sensoren, Bewegungserkennung der Kamera) ansteuern.
Viele Netzwerkkameras verfügen über ein integriertes Mikrofon sowie eine verbaute Lautsprechereinheit und ermöglichen so eine bidirektionale Kommunikation. Das Mikrofon kann zur Raumüberwachung genutzt werden, weshalb diese Funktion aufgrund der Rechtslage innerhalb Deutschlands kaum Anwendung findet. Der Lautsprecher kann zur Ansprache einer Person im Bereich der Kamera genutzt werden, Anwendungsfälle gibt es aber nur wenige. Neben den genannten existieren weitere Aspekte, die bei der Installation und Verwendung einer IP-Kamera berücksichtigt werden müssen – auch im Privatbereich. So ist die heimliche Überwachung von Familienmitgliedern oder Gästen genauso verboten wie die Überwachung öffentlicher Wege (z. B. Gehweg vor dem Haus).

## Interoperabilität
Um die Interoperabilität zwischen Geräten verschiedener Hersteller zu erleichtern, gibt es Hersteller-Initiativen wie ONVIF (Open Network Video Interface Forum) und PSIA (Physical Security Interoperability Alliance), die entsprechende offene Standards definieren. Netzwerkkameras, die beispielsweise das XML-basierte ONVIF-Interface implementieren, ermöglichen es, im Rahmen der Einrichtung unkompliziert Zugriff auf diverse Kamera-Parameter wie insbesondere RTSP- oder MJPEG-URLs zu erlangen, um die Kamera in ein kompatibles Überwachungssystem integrieren zu können.

## Auflösung
Analoge Kameras waren durch ihre Verwandtschaft zum Fernsehen an das PAL- oder NTSC-Format (bzw. das daraus resultierende 4CIF-Format) gekoppelt. IP-Kameras besitzen hingegen beim Thema Auflösung keinerlei Restriktionen. Wurden anfänglich oft 4CIF-ähnliche VGA-Auflösungen angeboten, gibt es heute eine Fülle von Formaten und Auflösungen bis hin zu mehreren Megapixeln. Jedoch ist der Prozess, Megapixel-Auflösungen in flüssiger Bildwiedergabe in Quasi-Echtzeit zu encodieren, sehr rechenintensiv. Auch liegt es in der Natur der Sache, dass auf diese Weise große Datenströme erzeugt werden. Ferner sind Megapixel-Sensoren weniger lichtempfindlich als konventionelle Sensoren, da die Größe der einzelnen Pixel kleiner ist und somit weniger Licht pro Pixel einfällt. Andererseits erfordert nicht jede Überwachungsaufgabe viele Megapixel: Es gilt, die für den Einsatzzweck richtige Lösung auszuwählen.

## Einsatzgebiete
Netzwerkkameras werden in erster Linie als Überwachungskameras eingesetzt, wodurch ihr Gebrauch einigen gesetzlichen Vorgaben unterliegt (z. B. § 6b BDSG). Daneben finden IP-Kameras für kommerzielle Einsatzbereiche verbreitet Einsatz wie beispielsweise im Tourismus als Sender von Livestreams beworbener Orte, die Bilddokumentation von Fortschritten auf Baustellen oder die Verfolgung von Gütern bei wirtschaftlichen Transaktionen.

## Anbindung
Prinzipiell wird die Kamera in eine Ethernet-Struktur eingebunden. Üblicherweise werden Kupfer- oder (über Medienkonverter) LWL-Strukturen eingesetzt, der Anschluss kann auch drahtlos über WLAN erfolgen. Für eine gegebenenfalls erforderliche Internet-Anbindung werden in der Praxis DSL oder auch noch ISDN genutzt, aber auch Mobilfunkstandards wie UMTS, LTE oder 5G sind denkbar.

## Sicherheit
Wie bei jeder Netzwerkkomponente ergibt sich auch für Netzwerkkameras die Gefahr, dass es zu Zugriffen von nicht autorisierten Personen kommt. Die meisten modernen Kameras verfügen über einen Passwortschutz und ähnliche Schutzmechanismen, die eine Übernahme durch Cracker schwierig bzw. unmöglich machen. Zudem können die Bilddaten per SSL-Verschlüsselung übertragen werden.
Einige handelsübliche IP-Kameras weisen jedoch Sicherheitslücken auf, die es Unbefugten ermöglichen, auf die Bilder oder den Videostream zuzugreifen oder die Kamera sogar zu steuern; im September 2016 wurde auf IoT-Geräten mit veralteter Firmware eine Linux-Malware entdeckt, die sich über Telnet-Zugänge verbreitet.